# (29196) Dios
(29196) Dios, internationalement (29196) Dius,  est un astéroïde troyen jovien.

## Description
(29196) Dios, internationalement (29196) Dius, est un astéroïde troyen jovien, camp troyen, c'est-à-dire situé au point de Lagrange L5 du système Soleil-Jupiter. Il présente une orbite caractérisée par un demi-grand axe de 5,26 UA, une excentricité de 0,05 et une inclinaison de 3,9° par rapport à l'écliptique.
Il a été découvert le 19 décembre 1990 à McGraw-Hill par l'astronome américain Richard Binzel.
Il est nommé d'après Dios, frère d'Hector et de Pâris, fils de Priam, le roi de Troie durant la guerre de Troie.

## Compléments